# Résolution 1493 du Conseil de sécurité des Nations unies
Membres permanents
- Chine
- États-Unis
- France
- Royaume-Uni
- Russie

Membres non permanents
- Allemagne
- Angola
- Bulgarie
- Chili
- Cameroun
- Espagne
- Guinée
- Mexique
- Pakistan
- Syrie

Résolution no 1492 Résolution no 1494
La résolution 1493 du Conseil de sécurité des Nations Unies, adoptée à l'unanimité le 28 juillet 2003, après avoir rappelé toutes les résolutions sur la situation en République démocratique du Congo, a prolongé le mandat de la mission des Nations unies en république démocratique du Congo (MONUC) jusqu'au 30 juillet 2004 et a augmenté son niveau de troupes de 8 700  à   10 800. Elle a également imposé un embargo sur les armes au Kivu et en Ituri.
Sous les mandats précédents, la MONUC n'était autorisée à recourir à la force qu'en cas de légitime défense ; la résolution 1493 a élargi cette possibilité pour inclure « tous les moyens nécessaires » pour remplir son mandat. La mission de la MONUC a eu des difficultés à mettre en œuvre la résolution 1493 en raison de références ambiguës dans le texte, un problème abordé plus tard par le secrétaire général qui a critiqué le manque de tâches spécifiques confiées à l'opération dans le cadre de cette résolution.

## Résolution

### Préambule
Le Conseil de sécurité a réaffirmé son attachement à la souveraineté, à l'intégrité territoriale et à l’indépendance politique de la République démocratique du Congo et des États de la région des Grands Lacs africains, tout en notant l’obligation des États de s’abstenir de recourir à la force contre un autre. L’exploitation illégale continue des ressources naturelles du pays et les conflits en Ituri, au Nord et au Sud-Kivu suscitent des inquiétudes. Elle a salué la mise en place d’un gouvernement de transition et a exhorté toutes les parties à coopérer avec la MONUC.
Le préambule de la résolution réitère le soutien du Conseil à l'opération Artémis à Bunia, chef-lieu de l'Ituri, et la nécessité de remplacer la force une fois son mandat expiré, conformément à la résolution 1484 (2003).

### Dispositif
Agissant en vertu du Chapitre VII de la Charte des Nations Unies, le Conseil s’est déclaré satisfait de la mise en place d’un gouvernement de transition et a appelé les parties congolaises à prendre de nouvelles mesures pour lui permettre de fonctionner. 

#### Considérations générales
La résolution condamne fermement les actes de violence contre les civils, notamment les massacres, les violations des droits de l’homme et du droit international humanitaire, ainsi que les violences sexuelles, et demande que les auteurs soient traduits en justice. Conformément à la résolution 1325 (2000), il était nécessaire d’adopter une perspective de genre dans les opérations de maintien de la paix et de lutter contre la violence à l’égard des femmes et des filles. Elle a réaffirmé que toutes les parties congolaises avaient l’obligation de respecter les droits de l’homme et a exhorté le gouvernement de transition à assurer leur protection et à établir un système judiciaire indépendant comme l’une de ses plus hautes priorités.
Le Conseil de sécurité a exprimé sa « profonde préoccupation » face à la situation humanitaire dans toute la République démocratique du Congo et a condamné l'utilisation d'enfants soldats dans les combats dans l'est du pays. À cet égard, il a été demandé aux parties congolaises de fournir des informations sur les mesures visant à prévenir l’utilisation et le recrutement d’enfants soldats, conformément aux résolutions 1261 (1999) et 1460 (2003).
Par ailleurs, il a condamné les hostilités dans l'est du pays, en particulier les violations du cessez-le-feu et les offensives armées du Rassemblement congolais pour la démocratie-Goma (RCD-Goma). La résolution exhorte toutes les parties congolaises à s'abstenir d'interférer dans la liberté de mouvement du personnel des Nations Unies et souligne que le conflit armé empêche la MONUC de mener à bien son processus de désarmement, de démobilisation, de rapatriement, de réintégration et de réinstallation (DD3R) des groupes armés étrangers. Tous les États de la région, y compris la République démocratique du Congo elle-même, ont été appelés à cesser de soutenir et d’aider les groupes armés dans le pays.
L’exploitation illicite des ressources naturelles en République démocratique du Congo a été condamnée et un rapport d’un groupe d’experts était attendu sur la question. Les gouvernements du Burundi, de la République démocratique du Congo, du Rwanda et de l'Ouganda ont été exhortés à normaliser leurs relations diplomatiques, tandis qu’une conférence internationale sur la paix et la sécurité dans la région des Grands Lacs a été demandée.

#### Sanctions
Abordant le conflit dans le Kivu et en Ituri, à l'est du pays, le Conseil a exigé un accès sans entrave du personnel de la MONUC à toutes les zones, a demandé au Secrétaire général de déployer des observateurs militaires au Nord et au Sud Kivu et en Ituri, et a imposé un embargo sur les armes contre les groupes armés étrangers et congolais opérant dans ces régions. L’embargo ne s’appliquerait pas à la MONUC, à l’opération Artemis, aux forces intégrées de l’armée et de la police congolaises, ni aux équipements militaires non létaux destinés à un usage humanitaire ou de protection. Le Conseil a déclaré que les mesures seraient réexaminées dans les douze mois et que leur respect serait étroitement surveillé.

#### MONUC
Le Secrétaire général Kofi Annan a été prié d'apporter son aide dans ce processus et le niveau des troupes de la MONUC a été porté à 10 800 hommes. En outre, pendant la période de transition, la MONUC a été chargée d’aider à la réforme des services de sécurité, à l’instauration d’un État de droit et aux préparatifs en vue de la tenue d’élections. Dans les premiers mois du nouveau gouvernement de transition, la MONUC pourrait participer au maintien de la sécurité dans la capitale Kinshasa. La MONUC a pour mission de protéger le personnel et les installations des Nations Unies, d’assurer sa liberté de mouvement, de protéger les civils et les travailleurs humanitaires et de contribuer à l’amélioration de la situation sécuritaire. Le Conseil a déclaré qu’il pouvait utiliser tous les moyens nécessaires pour remplir son mandat.

## Voir également
- Guerre du Kivu
- Conflit en Ituri
- Accord de cessez-le-feu de Lusaka
- Seconde guerre du Congo
- Liste des résolutions du Conseil de sécurité des Nations unies sur la République démocratique du Congo
  - Résolution 1533 du Conseil de sécurité des Nations Unies
  - Résolution 1807 du Conseil de sécurité des Nations Unies